# Park Narodowy Balbalasang-Balbalan
Park Narodowy Balbalasang-Balbalan – park narodowy położony na Filipinach, w regionie Cordillera, w prowincji Kalinga, na wyspie Luzon. Zajmuje powierzchnię 1338 ha.
Jest to obszar chroniony w ramach Krajowego Zintegrowanego Systemu Obszarów Chronionych (NIPAS), który został ogłoszony przez Kongres dnia 17 czerwca 1972 przez Republic Act No. 6463. Obejmuje las zdominowany przez kępy drzewa zwanego Balasang. Dorasta ono do 6–15 metrów. Park chroni ten obszar przed destrukcyjnym oddziaływaniem górnictwa i wylesiania. 

## Położenie
Park położony jest w północnej części wyspy Luzon, w północnej części regionu Cordillera, około 25 km na zachód od miasta Tabuk i 50 km na północ od Bontoc. Obejmuje dwa pasma górskie z licznymi potokami należącymi do dorzecza rzeki Saltan. Topografia tego obszaru jest głównie górzysta. Najwyższym szczytem na jego terytorium jest Mount Sapocoy, którego wysokość wynosi 2546 metrów n.p.m. Jest on położony na zachodniej granicy parku z widokiem na regiony Ilocos i Dolinę Cagayan. Najniższy punkt parku wynosi 700 m n.p.m. i znajduje się w miejscowości Balbalan we wschodniej jego części. W Balbalan mieści się też siedziba administracji parku. 

## Flora
Mimo stosunkowo małej powierzchni park zachowuje pierwotny las na wysokości powyżej 1000 metrów n.p.m., składający się z górskich i omszałych lasów. Lasy nizinne, szczególnie poniżej 900 metrów n.p.m., są zaburzone w większości przez las wtórny. Obszary rolne i zarośla dominują na niższych wysokościach. Płaty lasu sosnowego są szeroko rozpowszechnione w miejscach, gdzie doszło do zakłóceń i usuwania oryginalnej roślinności. Głównymi siedliskami wodnymi są rzeki i strumienie. 

## Fauna
Park cechuje się dużą różnorodnością biologiczną. Niektóre z siedlisk obszaru zamieszkuje 89 gatunków ptaków, w tym 34 gatunki endemiczne dla Filipin, a 2 gatunki można spotkać tylko na wyspie Luzon (wilga żółtawa oraz Ptilinopus marchei). Oprócz ptaków w okolicy tej zaobserwowano 23 gatunki ssaków, takich jak nietoperze, wiwerowate, jelenie, makaki, gryzoni (na przykład Phloeomys pallidus), gatunek świniowatych – Sus philippensis. W 2003 roku na tym obszarze odkryto nowe gatunki zwierząt: gatunek gryzonia – Carpomys melanurus, gatunki żab z rodzajów Platymantis i Kaloula (takie gatunki jak Kaloula kalingensis, czy Kaloula rigida) oraz gatunek ślepego węża. Ponadto na terenie parku udokumentowano występowanie 13 gatunków płazów i 13 gatunków gadów. Zarejestrowano też 20–25 gatunków dżdżownic. Większość z tych udokumentowanych gatunków jest potencjalnie nowa dla nauki. Prawdopodobieństwo, że ich liczba wzrośnie, jest bardzo wysokie, ponieważ cały czas badane są nowe siedliska.
Żaden z gatunków zarejestrowanych w parku nie został zaliczony przez Czerwoną Księgę Gatunków Zagrożonych do kategorii gatunków krytycznie zagrożonych bądź zagrożonych wyginięciem. Jednak kilka gatunków zostało zaliczonych do kategorii VU – gatunków narażonych na wyginięcie. Wśród nich znajdują się 3 gatunki ptaków (Erythropitta kochi, Rhyacornis bicolor oraz Rhinomyias insignis) i 4 gatunki ssaków (Sus philippensis, Chrotomys whiteheadi, Aethalops alecto oraz Crateromys schadenbergi).

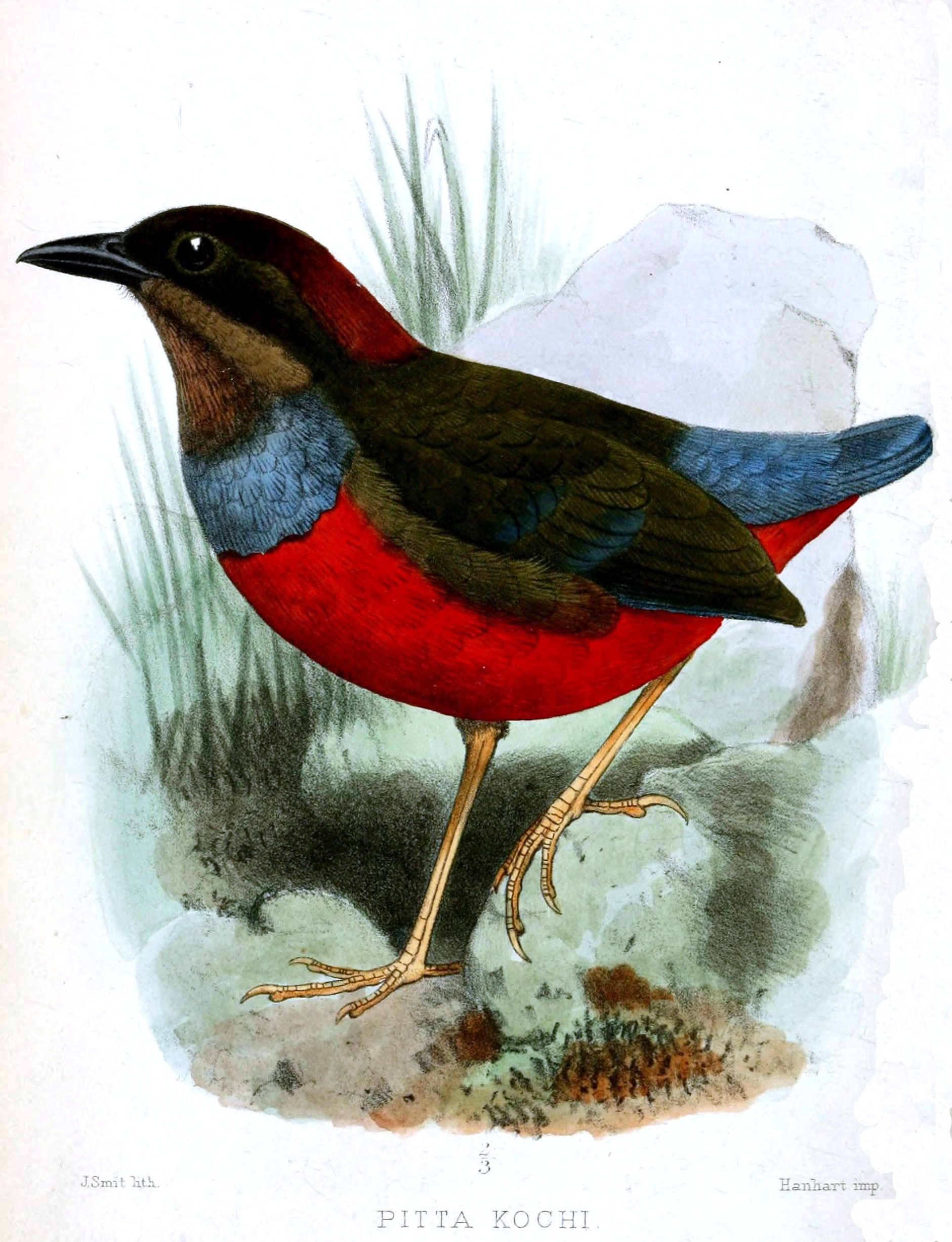
Erythropitta kochi
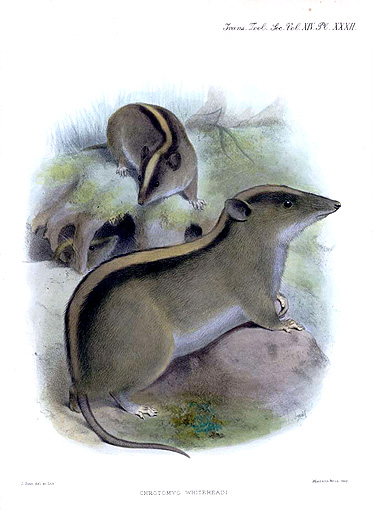
Chrotomys whiteheadi
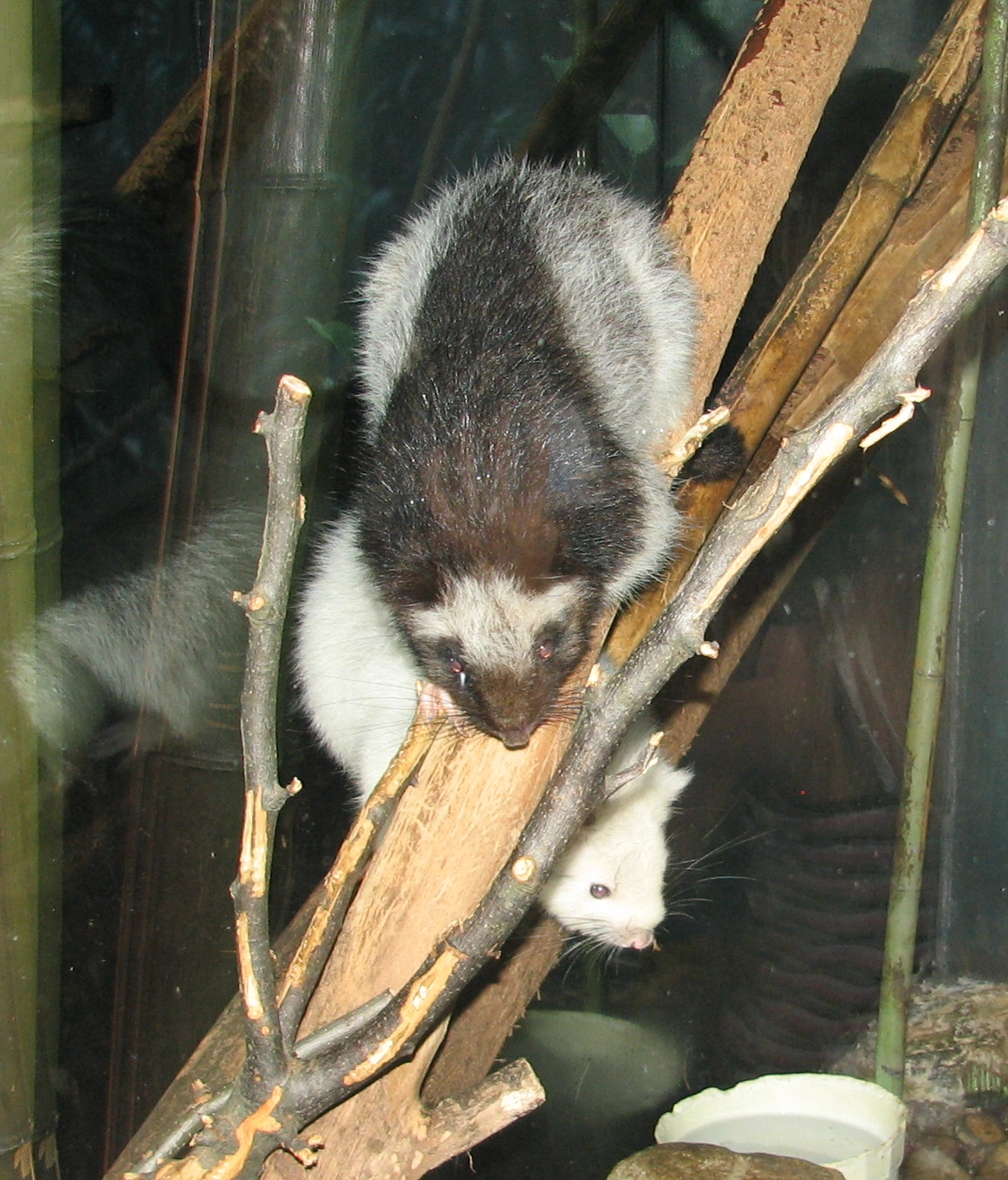
Phloeomys pallidus
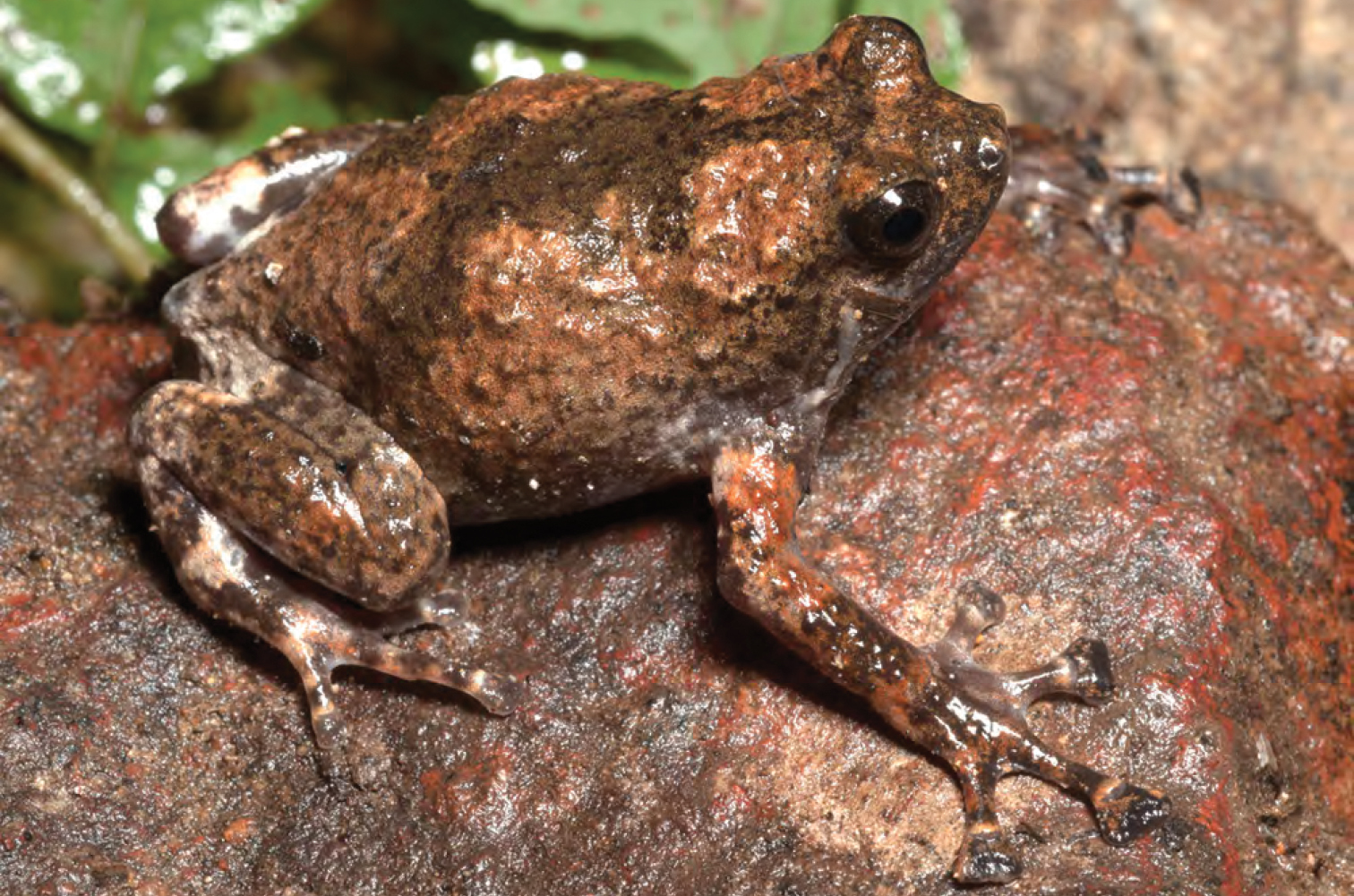
Kaloula kalingensis
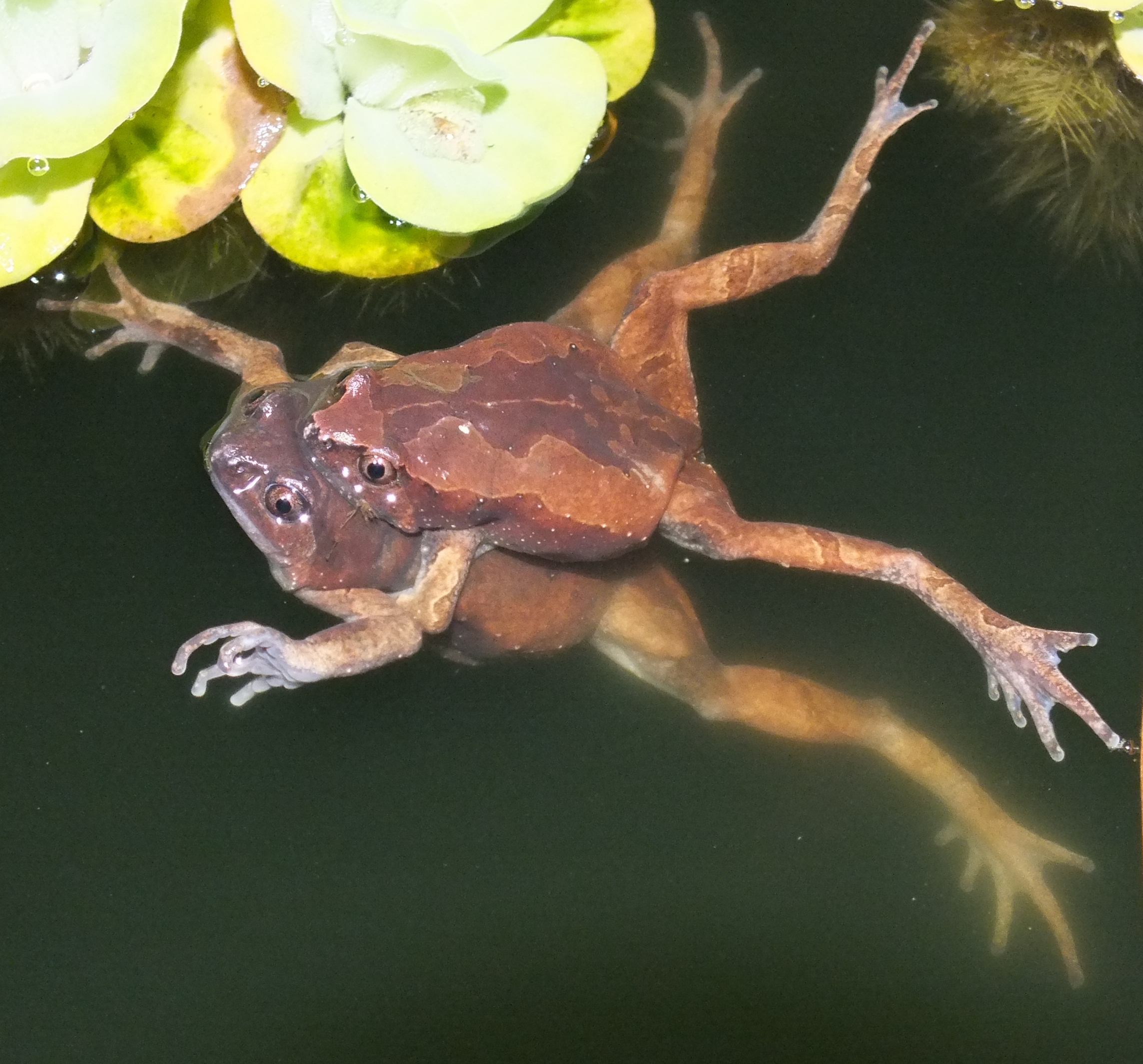
Kaloula rigida

## Przyroda nieożywiona
W dolnych rejonach parku odkryto jaskinie.

## Ludność
Obszar parku zamieszkuje w sumie 866 osób w 173 gospodarstwach domowych. 357 hektarów parku podlega roszczeniom rdzennej ludności. Większość mieszkańców należy do plemienia Banao. Inne plemiona zajmujące obszar to Salegseg i Gubang.

## Zagrożenia
Wśród zagrożeń dla ochrony tego parku należą górnictwo, niedobór wody, wylesianie, pożary lasów, gospodarka żarowa, rolnictwo oparte na środkach chemicznych, odpady komunalne oraz osady na dnie zbiorników wodnych.